# Jean Richafort
Jean Richafort; inne wersje pisowni nazwiska: Richauffort, Rycefort, Ricartsvorde (ur. ok. 1480 przypuszczalnie w hrabstwie Hainaut, zm. po 1547 prawdopodobnie w Brugii) – franko-flamandzki kompozytor.

## Życiorys
Przypuszczalnie uczeń Josquina des Prés. Od co najmniej 1507 do 1509 roku był kapelmistrzem kościoła św. Rumolda w Mechelen, gdzie śpiewakami byli jego bracia, Guillaume i François. Od około 1512 roku związany z dworem Anny Bretońskiej. W 1516 roku jako członek kapeli Franciszka I odbył podróż do Włoch, podczas pobytu w Bolonii uzyskując przywilej od papieża Leona X. W latach 1542–1547 był kapelmistrzem kościoła Saint-Gilles w Brugii.

## Twórczość
W swoim czasie twórczość Richaforta była wysoko ceniona, o czym świadczą liczne rękopisy i druki jego kompozycji oraz liczne zapożyczenia w twórczości innych kompozytorów, którzy na jego motetach opierali swoje missae parodiae. Skomponował dwie msze w typie missa parodia (Missa „O Genitrix” na 4 głosy i Missa „Veni Sponsa Christi” na 4 głosy, jako cantus firmus wykorzystując motet własny i Loyseta Compère), Requiem na 6 głosów powstałe przypuszczalnie z okazji śmierci Josquina des Prés, 2 magnikifaty 4-głosowe (sexti toni i octavi toni), ponadto zbiory motetów i świeckie chansons.